# An-Nasirijja (Aleppo)
An-Nasirijja (arab. النسرية) – wieś w Syrii, w muhafazie Aleppo, w dystrykcie Afrin. W 2004 roku liczyła 208 mieszkańców.